# Aérodrome de Jonzac - Neulles
L’aérodrome de Jonzac - Neulles (code OACI : LFCJ) est un aérodrome ouvert à la circulation aérienne publique (CAP), situé sur les communes de Saint-Germain-de-Lusignan et de Clam à 4 km au nord de Jonzac, en Charente-Maritime (région Nouvelle-Aquitaine, France).
Il est utilisé pour la pratique d’activités de loisirs et de tourisme (aviation légère, hélicoptère et montgolfière).

## Histoire

### L'aviation à Jonzac avant l'aérodrome
Au début du XXe siècle, Jonzac accueille de grands meetings aériens sur le terrain de la Mouillère, route d'Ozillac. Des pilotes de renom y font des démonstrations, tels Marcel Issartier, le 15 août 1913 sur un aéroplane Deperdussin. 
Dès cette époque des Jonzacais passent leur brevet de pilote. Parmi eux, Pierre Normand, de Saint-Simon-de-Bordes et Louis Lefèvre, concessionnaire Ford à Jonzac, qui obtiennent leur brevet en 1917. 
L'état major des armées avait identifié un lieu stratégique entre Bordeaux et Cognac, facilement repérable entre les deux clochers de Neulles et de Jonzac. Les 150 ha de la plaine de La Grand Vau sont réquisitionnés par l'armée en 1939. 
À la veille de la Seconde Guerre mondiale, Jonzac accueille des ateliers de l'entreprise Hispano-Suiza. Le Sud-Ouest de la France, loin des frontières allemandes avait été en effet choisi par le gouvernement français pour délocaliser l'industrie aéronautique et les écoles de pilotage. À l'abri des carrières d'Heurtebise, étaient fabriqués les moteurs destinés à équiper l'avion de chasse Dewoitine D.520. Cet avion performant n'eut le temps de s'illustrer que brièvement au cours de la bataille de France. La signature de l'armistice le 22 juin 1940 provoqua l'arrêt brutal de sa production.
Le groupe d'observation II-33 de l'aviation française fit étape à Jonzac du 17 au 19 juin 1940, avant de rejoindre Casablanca. Antoine de Saint-Exupéry était l'un des aviateurs du groupe. La plaine de La Grand Vau devint pour les aviateurs locaux, la « vallée du Petit Prince». Durant l'occupation allemande, elle sera une zone d'entraînement pour les chasseurs-bombardiers Heinkel de la Luftwaffe, basés à Cognac. 
Le 6 août 1944, un Havilland Mosquito de l'escadron n° 151 de la Royal Air Force Britannique s'écrase devant la gare de Jonzac lors d'un raid contre un train de munitions. Un autre avion britannique, un biplan De Havilland Tiger Moth sera posté en septembre 1944 à Jonzac, route de Puits-Neuf, pour surveiller un éventuel retour de l'armée allemande à partir de la poche de Royan.  

### L'aéro-club
Dans l'immédiat après-guerre, une soixantaine de Jonzacais, songe à transformer le terrain de La Grand Vau en aérodrome, parmi lesquels : Auguste Pussot, Raymond Ravet, Raoul Dagnaud, Louis Pariès, Raymond Duc. Les statuts de l'aéro-club sont déposés à la sous-préfecture de Jonzac le 21 août 1945, et l'agrément est accordé le 12 décembre de la même année par la Fédération nationale aéronautique.  
Auguste Pussot, président fondateur organise l'école de pilotage. Le 17 janvier 1947 est livré un avion-école Stampe F-BCLO SV4C, prêté par le Service de l'aviation légère et sportive (SALS) de l’État. Ce modèle d'entraînement d'une envergure de 8,4 m et d'une longueur de 6,90 m est prévu pour un pilote et son élève. Construit par la Société Nationale de Construction Aéronautique du Nord, il est doté d'un moteur Renault 4P03, de 4 cylindres et d'une puissance de 140 chevaux. Sa vitesse en piqué est de 230 km/h.   
Le premier hangar, nécessaire pour abriter le Stampe, offert par un particulier, M. Seguin, était situé à près d'un kilomètre, sur la colline de La Coterelle. Il fallait donc tracter l'avion jusqu'à la piste d'envol grâce à une automobile Citroën B2, en interrompant la circulation routière.    

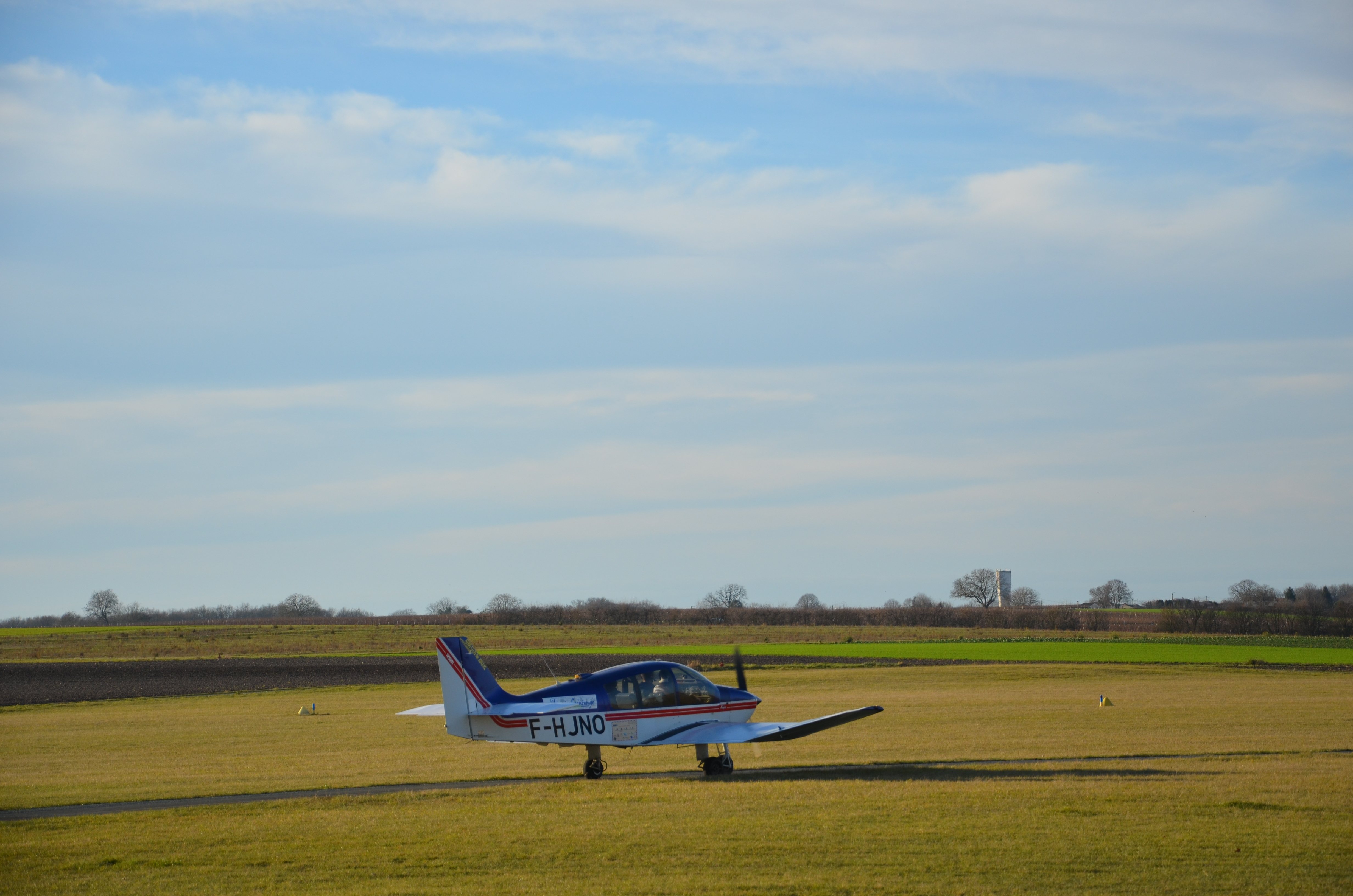
Robin DR-400-160 au décollage sur la piste de Jonzac-Neulles.

Ce premier Stampe du club sera détruit en juillet 1950, lors d'un accident tragique. Il sera remplacé en 1951 par un autre Stampe, prêté par l’État et remis en marche par le club. Entre 1953 et 1962, la flotte s'étoffera progressivement avec un Adam RA-14, un Potez 60, un Potez 43/58 et quatre Jodel 112. Suivront plusieurs Robin DR, dont le «Petit Prince», un Robin DR 315, doté d'un moteur Lycoming de 115 cv.

### La création de l'aérodrome
Raymond Ravet, trésorier de l'aéro-club et conseiller municipal, obtient le 30 décembre 1949 un accord de principe de la municipalité pour la création d'un aérodrome intégré au plan d'aménagement et de circulation aérienne de la France. L'armée avait quitté la plaine de La Grand Vau et le ministère des Travaux Publics avait déjà restitué aux propriétaires une grande partie des 150 hectares réquisitionnés en 1939. La ville de Jonzac déclare alors le projet d'intérêt général et signe 23 actes d'achat pour un montant de 510 000 francs. La parcelle de 21 ha permettra le tracé de deux pistes d'envol perpendiculaires d'environ 600 m de long et 100 m de large, l'espace dégagé de l'axe des pistes permettant de prévoir une aérogare et des hangars de stockage.      
Le Service de l’aviation légère et sportive confirme la pérennité du site et fait don du premier véritable hangar qui, livré en pièces détachées, sera construit en 1951 par les membres du club.     
L'axe nord-ouest/sud-est sera allongé en 1959 et en 1970 pour atteindre les 1 376 m de l'actuelle piste 32. Il sera balisé et agréé pour le vol de nuit en 1980.     
La tour de contrôle, le club-house et le logement du gardien seront achevés à la fin des années 1970. Un troisième hangar abritera, à partir de 1986, les ULM des constructeurs amateurs.      

## Installations
L’aérodrome dispose de deux pistes en herbe orientées sud-nord :
- une piste 14/32 longue de 1 250 m et large de 60 ;
- une piste 04/22 longue de 610 m et large de 60, réservée aux ULM.

L’aérodrome n’est pas contrôlé. Les communications s’effectuent en auto-information sur la fréquence de 118,150 MHz.
L’avitaillement en lubrifiant y est possible.
En Janvier 2019, une piste revêtue a été inaugurée. Elle mesure 1400 m de long et 23 m de large.

## Activités
- Aéroclub Jonzacais
- Aéroclub de Jonzac en Haute Saintonge

## Personnalités
- Marcel Issartier (1888-1914), pionnier de l'aviation française, a réalisé à Jonzac, en 1913, des vols de démonstration.
- Antoine de Saint-Exupéry (1900-1944), écrivain et aviateur, a séjourné à Jonzac avec le groupe d'observation II-33 en juin 1944, un mois avant sa disparition en vol le 31 juillet.
- Auguste Pussot (1883-1949), Président fondateur de l'aéro-club jonzacais[2]".
- Raoul Dagnaud, (-2014), artisan mécanicien, formé au camp d'aviation  de Bussac-Forêt, à Montguyon,  titulaire d'un brevet d'un pilote en 1939, il fut moniteur de 1950 à 1973 à l'aéro-club jonzacais.